# Klopče
Klopče je naseljeno mjesto u sastavu Grada Zenice (FBiH, BiH). Smješteno je sjeverno od rijeke Bosne, puta M110/M-17 i željezničke pruge Doboj—Zenica. Iznad Klopča je uzvisina Klopačke stijene.

## Kultura
Godine 1975. su ovamo došli dominikanci iz Hrvatske. Vrhbosanski nadbiskup Smiljan Čekada odvojio je naselja naselja Klopče i Perin Han od župe Crkvica u Zenici te 19. oktobra 1975. osnovao novu župu Uzvišenja sv. Križa koja je povjerena dominikancima Zagrebačke dominikanske provincije, što je bio povratak bijelih fratara u Bosnu nakon skoro 400 godina, tj. od pada Bihaća pod Turke 1592. godine. Od osnivanja župa ima matice. Jedina su župa u Vrhbosanskoj nadbiskupiji u kojoj pastoralno djeluju oci dominikanci. 14 se godina bez ikakva uspjeha tražila dozvola za izgradnju župne crkve. Godine 1989. napokon je počela gradnja. Izliveni su temelji i ploče, ali uskoro je izbio rat i gradnja je morala stati. Godine 1991. godine župa je imala 1.450 katolika. Izgradnja crkve dovršena je tek poslije rata. Dana 15. septembra 2007. blagoslovio ju je vrhbosanski nadbiskup, kardinal Vinko Puljić. U Klopču je Dominikanski samostan Bl. Augustina Kažotića i ovdje živi jedan redovnik koji je ujedno i župnik. Prema Šematizmu Vrhbosanske nadbiskupije za 2015, u Klopču je u 161 domaćinstvu živjelo 359 katolika.
Poslije rata crkvu su okružile porodične kuće od kojih jedna i služi kao župni stan.

## Upravna organizacija
Godine 1981. pripojeno je naselju Zenici (Sl.list SRBiH 28/81 i 33/81)

## Stanovništvo
Prema popisu 1981. ovdje su živjeli:
- Muslimani — 2751
- Hrvati — 641
- Srbi — 410
- Crnogorci — 15
- Romi — 9
- Albanci — 6
- Mađari — 1
- Jugosloveni — 405
- ostali i nepoznato — 101
- UKUPNO: 4339

## Spoljašnje veze
- Архивирано на веб-сајту  (12. мај 2019), „Dominikanci - Župa Klopče svečano proslavila župni patron”, 16. 9. 2018.